# Johann Baptist Anton Schmitt
Johann Baptist Anton Schmitt (auch Johann Anton Schmitt oder Johann Schmitt; * 24. Juli 1775 in Igersheim; † 9. Dezember 1840 in Wien) war ein deutscher Forstmann.

## Leben
Schmitt absolvierte die Schule in Mergentheim und wurde im Forst- und Jagdwesen unter der Leitung seines Vaters ausgebildet. Er kam 1793 auf Empfehlung des Forstmeisters Friedrich Karl Hartig in Mergentheim in den Dienst des Deutschordens. Durch den Ordenshochmeister Maximilian Franz von Österreich mit einem Stipendium ausgestattet kam er 1795 zur weiteren Ausbildung zu Georg Ludwig Hartig nach Hungen. Dort erhielt er 1797 sehr gute Zeugnisse und kehrte in seine Heimat zurück. In der Folgezeit beschäftigte er sich mit Forsttaxation und ging 1807, nachdem er in der Heimat keine angemessene Anstellung fand, nach Wien.
Schmitt bestand 1807 in Wien eine Forstprüfung, erhielt jedoch aufgrund der politischen Wirren eine bereits zugesagte Stellung an einer zu schaffenden Forstakademie nicht. Dadurch geriet er in finanzielle Not. Durch den Vize-Oberstjägermeister Ferdinand Graf zu Hardegg erhielt er jedoch 1808 eine Anstellung als Forstprofessor an der Lehranstalt in Purkersdorf. Ab 1810 wurde er im Bereich der Mathematik von Georg Johann Winkler (1776–1883) unterstützt. Als 1812/1813 die Forstakademie Mariabrunn eingerichtet wurde, erhielt Schmitt dort Anstellung als ordentlicher Professor der Forstkunde. Später wurde er zudem zum k.k. Rat ernannt. Er verblieb bis zu seinem Ruhestand 1837 in diesem Amt. Auf ihn folgte Leopold Grabner.

## Werke (Auswahl)
- Lehre der künstlichen Holzzucht durch dessen Anpflanzung, Gerold, Wien 1800.
- Grundsätze zum Entwurfe einer zweckmässigen Schlagordnung. Ein Beitrag zur höheren Forstwissenschaft, Gerold, Wien 1812.
- Anleitung zur Forstgehaubestimmung oder Taxation und Regulirung der Waldungen zum Selbstunterrichte, 2 Bände, Wallishauser, Prag und Wien 1818–1819.
- Anleitung zur Erziehung der Waldungen, Gerold, Wien 1821.